# Alejandro Navarro Gutiérrez
Alejandro Navarro Gutiérrez (30 de noviembre de 1993, Guadalajara, México) es un futbolista mexicano que juega como Mediocampista y actualmente milita en el Deportivo Toluca de la Primera División de México.

## Debut
Lo debutó José Cardozo con Toluca en el Clausura 2014 de la Liga Bancomer MX. Entró por Moisés Velasco en el minuto 59, recibiendo a Club León.

## Clubes
| Club             | País   | Año             |
| ---------------- | ------ | --------------- |
| Deportivo Toluca | México | 2014 - Presente |

- Datos: Q21010156